# 藤野保
藤野 保（ふじの たもつ、1927年（昭和2年）9月5日 - 2018年（平成30年）5月14日）は、日本の日本史学者。

## 経歴
1927年、長崎県で生まれた。東京文理科大学史学科で学び、1951年に卒業。東京教育大学大学院に進学し、1959年に博士課程を満期退学。
1962年、学位論文『幕藩体制史の研究』を東京文理科大学に提出して文学博士号を取得。同論文は、同時に東京文理科大学賞を受賞した。1965年、九州大学文学部附属九州文化史研究施設助教授となった。1972年に教授昇格。1975年から1983年には九州文化研究施設長を務めた。1986年、中央大学文学部教授に転じ、1998年に退職。
2018年5月14日、多臓器不全のため死去。90歳没。

## 著作

### 著書
- 『幕藩体制史の研究 権力構造の確立と展開』吉川弘文館、1961
- 『大名 その領国経営』人物往来社、1964
- 『徳川幕閣 武功派と官僚派の抗争』中公新書、1965
- 『大名と領国経営』新人物往来社、1978
- 『幕政と藩政』吉川弘文館、1979
- 『日本封建制と幕藩体制』塙書房、1983
- 『一歴史家のあゆみ 六十年を回顧して』私家版、1988
- 『徳川政権論』吉川弘文館、1991
- 『日本近世史論考 地域・比較・文献研究』朝倉書店、1995
- 『江戸時代をどう視るか 幕府・藩・天領』雄山閣出版、1997
- 『近世国家史の研究 幕藩制と領国体制』吉川弘文館、2002
- 『近世国家解体過程の研究 幕藩制と明治維新』吉川弘文館、2006
- 『江戸幕府崩壊論』塙選書、2008
- 『幕藩制国家と明治維新』清文堂出版、2009
- 『佐賀藩』吉川弘文館 日本歴史叢書、2010
- 『徳川幕閣 武功派と官僚派の抗争』（読みなおす日本史）吉川弘文館、2024 ISBN　9784642075343

### 共編
- 『佐賀藩の総合研究 藩制の成立と構造』編 吉川弘文館、1981
- 『大村郷村記』全6巻 編 国書刊行会、1982
- 『九州近世史研究叢書』全10巻　編 国書刊行会、1984 - 1985
- 『九州と日本社会の形成 縄文から現代まで』横山浩一共編 吉川弘文館、1987
- 『続佐賀藩の総合研究 藩政改革と明治維新』編 吉川弘文館、1987
- 『徳川幕閣のすべて』編 新人物往来社、1987
- 『徳川家康事典』村上直・所理喜夫・新行紀一・小和田哲男共編 新人物往来社、1990
- 『論集幕藩体制史』第1期 全11巻 編 雄山閣出版、1993 - 96
- 『大村見聞集』清水紘一共編 高科書店、1994
- 『徳川政権と幕閣』編 新人物往来社、1995
- 『近世国家の成立・展開と近代』編 雄山閣出版、1998
- 『日本史事典』編者代表、岩崎卓也・阿部猛・峰岸純夫・鳥海靖編集委員 朝倉書店、2001

### 校訂
- 『恩栄録・廃絶録』小田彰信編、校訂 近藤出版社(日本資料選書)、1970
- 『徳川加除封録』清田黙著、校訂 近藤出版社(日本史料選書)、1972

### 記念論集
- 『近世日本の社会と流通』藤野保先生還暦記念会編著 雄山閣出版、1993
- 『近世日本の政治と外交』藤野保先生還暦記念会編著 雄山閣出版、1993

## 参考
- 『人事興信録』1995年
- 藤野保教授略年譜および著作目録 中央大学文学部紀要、1998 - 03